# Constance Cummings
Pour les articles homonymes, voir Cummings.
Constance Cummings, née le 15 mai 1910 et morte le 23 novembre 2005, Oxfordshire, est une actrice britannique d'origine américaine.

## Biographie
Native de Seattle aux États-Unis, elle migre en Angleterre au milieu des années 1930. Elle avait commencé sa carrière à Hollywood en apparaissant dans 21 films, dont l'un fut dirigé par Frank Capra (American Madness), mais elle ne supportait plus la vie à Hollywood et préféra rallier l'Angleterre.
Elle poursuit sa carrière en Europe sur scène et sur grand écran. Elle est honorée du titre de Dame de l'Ordre de l'Empire britannique en 1974 pour ses services rendus à l'industrie du spectacle britannique.
Elle a une étoile sur le Walk of Fame d'Hollywood.
En 1933, elle épouse le dramaturge anglais Benn W. Levy, dont elle devient veuve en 1973.

## Filmographie partielle
- 1931 : Le Code criminel (The Criminal Code) d'Howard Hawks : Mary Brady
- 1931 : The Last Parade de Erle C. Kenton
- 1931 : Lover Come Back de Erle C. Kenton
- 1931 : Traveling Husbands de Paul Sloane
- 1931 : The Guilty Generation de Rowland V. Lee : Maria Palmero
- 1932 : Nuit après nuit (Night After Night) d'Archie Mayo : Miss Jerry Healy
- 1932 : Washington Merry Go Round de James Cruze
- 1932 : The Last Man de Howard Higgin
- 1932 : La Ruée (American Madness) de Frank Capra : Helen
- 1932 : Attorney for the Defense d'Irving Cummings : Ruth Barry
- 1932 : Silence, on tourne ! (Movie Crazy) de Clyde Bruckman et Harold Lloyd : Mary Sears
- 1932 : The Big Timer de Edward Buzzell
- 1932 : Le Visage masqué (Behind the Mask) de John Francis Dillon
- 1933 : The Billion Dollar Scandal de Harry Joe Brown
- 1933 : The Mind Reader de Roy Del Ruth : Sylvia
- 1933 : Heads We Go de Monty Banks
- 1933 : Channel Crossing de Milton Rosmer
- 1933 : Nuits de Broadway (Broadway Through a Keyhole) de Lowell Sherman : Joan Whelan
- 1934 : Tempête sur la ligne (Looking for Trouble) de William A. Wellman
- 1934 : This Man Is Mine de John Cromwell : Francesca 'Fran' Harper
- 1934 : Fascination (Glamour) de William Wyler
- 1935 : Cocktails et Homicides (Remember Last Night?) de James Whale
- 1936 : Seven Sinners de Albert de Courville
- 1936 : Strangers on Honeymoon de Albert de Courville
- 1940 : Busman's Honeymoon de Arthur B. Woods : Harriet Vane
- 1945 : L'esprit s'amuse (Blithe Spirit) de David Lean : Ruth Condomine
- 1956 : L'Étrangère intime (The Intimate Stranger) de Joseph Losey : Kay Wallace
- 1963 : Dans la douceur du jour (In the Cool of the Day) de Robert Stevens : Mme Nina Gellert
- 1963 : L'Odyssée du petit Sammy (Sammy Going South) d'Alexander Mackendrick : Gloria van Imhoff

## Distinction
- 1931 : WAMPAS Baby Stars